# Puruša

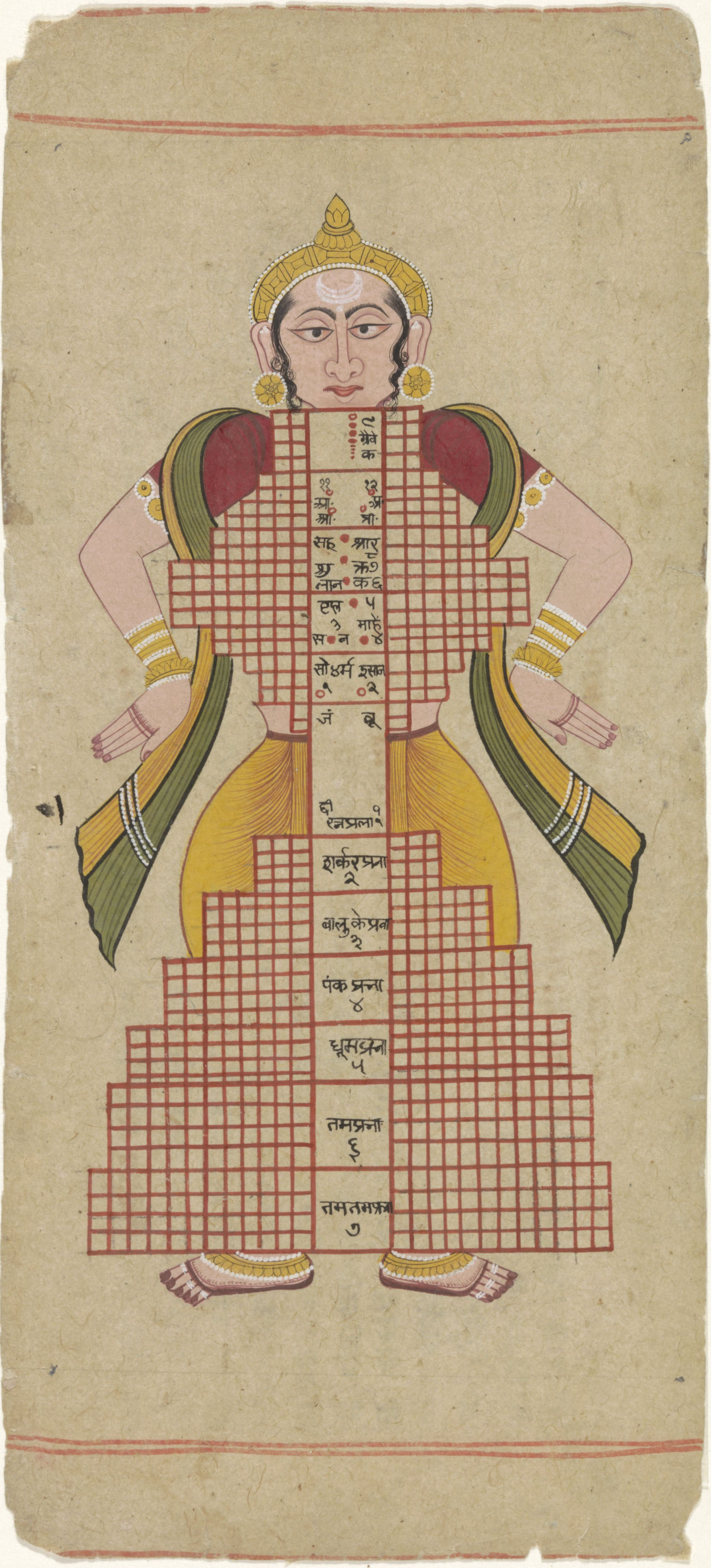
Trilóka Puruša „Puruša tří prostorů“ na gudžarátské miniatuře, cca 1840-1860

Puruša, v sanskrtu पुरुष puruṣa „muž, člověk, osoba“, je hinduistický pojem s velmi širokou škálou významů. Ve védském náboženství původně představoval prvotní bytost, jež byla obětována a prostřednictvím oběti jejího těla vznikl svět, včetně společenských tříd, a často byl také ztotožňován s postavou nejvyššího boha nazývaného například Pradžápati či Brahmá. Podle filosofické školy sánkhja vychází stvoření z ženského principu prakrti „počáteční substance“, jejímž cílem je sloužit mužskému principu Puruša-Puman – duši, a umožnit mu dosáhnout svobody. V pozdní sánkhje, józe a většině purán je Puruša ztotožněn s Íšvarou. Podle Višnu purány je totožný s Brahmou a je částí Višnua, podle Déví Bhagaváta purány jak Puruša, tak Prakrti vznikly z brahmanu.

## Védské náboženství
Puruša se poprvé objevuje v devadesátém hymnu desáté mandaly Rgvédu, jež je zván Puruša súkta. Představuje však pravděpodobně pozdější přídavek, na což je usuzováno například z faktu že jsem v něm vyjmenovány čtyři varny – tyto sociální stavy však v době vzniku Rgvédu nejspíše ještě neexistovaly.
Hymnus uvádí že Puruša byl obětinou jež bohové nabídli při svém obětním rituálu a tvrdí že je vším co bylo a co bude. Je popisován jako prostupující celou Zemí, tisícíhlavý, tisícioký a vysoký tisíc stop. Tato oběť se pak stala základem stvoření. Ze sesbíraného tuku vznikli ptáci a divoká i domácí zvířata, dále také verše, hymny i zaříkávadla. Především však z Purušových úst vznikla varna bráhmanů, z rukou kšatrijů, ze stehen vaišjů a z nohou šúdrů. Podobným způsobem se zrodili také někteří bohové: Čandra – Měsíc z jeho mysli, Súrja – Slunce z jeho oka, Indra a Agni – Oheň z jeho úst a Váju – Vítr z jeho dechu, a části vesmíru: povětří z pupku, nebesa z hlavy a země z nohou.

### Hypotézy
Mircea Eliade chápe Purušu jako boha jež je obětován a jež zároveň bohem oběti, jako bytost jež je zároveň transcendentní – svět přesahující, tak imanentní – ve světě obsažená, což považuje za paradox vlastní indickému myšlení. Taktéž jej považuje za hermafroditního – v hymnu je uváděno že se z něj rodí Virádž a Virádž zase rodí Purušu, přičemž Virádž chápe jako ženskou tvůrčí energii.
David M. Knipe vykládá Purušasúktu jako vyjádření védské obětní ideologie – makrokosmická oběť Puruši bohy je analogická mikrokosmické oběti, zvané jadžňa, jež provádí kněží, která je tak opakováním stvoření a zajišťuje trvání kosmického řádu. V rámci mikrokosmu se rozdělení Puruši do tří částí se pak neodráží pouze ve třech varnách, ale také ve třech částech lidského těla, později nazývaných dóša a tří vlastností světa, později nazývaných guny, ale i druzích ohně Podle Knipeho tak tento trojný systém vypadá na různých úrovních bytí následovně:
- Vesmírné tělo Puruši: nebe-ovzduší-země
- Tělo člověka: hlava-ruce-stehna a genitálie
- Tělo společnosti: kněz-válečník-řemeslník
- Oheň: obětní-obranný-domácí

Mimo tento systém pak stojí šúdrové, sluhové jež se zrodili z Purušových nohou a jsou tak svým způsobem z vesmíru a obřadů vyřazeni.
Purušu jako prvotní bytost z níž je stvořen svět lze srovnat s taktéž védským Jamou a Manuem, zarathuštrickým Gajómartem, irským Lugaidem, germánským Tuistem a Mannem, severským Ymim a římským Remem.

### Příbuzná božstva
Puruša je v hinduismu a jeho akademických interpertacích zaměňováván s některými jinými bohy stvořiteli: Brahmou, Pradžápatim a Dakšou, přičemž i u nich se někdy objevují motivy stvoření z vlastního těla a rozdělení na mužskou a ženskou polovinu. Brahmá podle Brahmánda purány stvořil ze svých stehen asury, ze své tváře dévy, z jeho vlasů vznikly hadi a z různých částí svého těla stvořil zvířata, ze svého ochlupení zase stromy a rostliny. Poté se rozdělil na dvě poloviny, muže jménem Manu a ženu jménem Šatarupa. Také podle Manuova zákoníku se Brahmá rozdělil na dvě poloviny, přičemž ženskou polovinou je stejně jako v případě Puruši Virádž.
Dakša „šikula, zručný“ je bohem nejasné funkce, který se objevuje v kosmogonickém rgvédském hymnu 10.72, kde je o něm uváděno že je otcem i synem bohyně Aditi „bezmezné“. Tato božstva lze chápat jako mužský a ženský prvek při stvoření.
Pradžápati „Pán stvoření“ je v Rgvédu spojován se stvořením a jeho jméno užíváno pro různé jiné bohy, v bráhmanách je pak ztotožněn s Purušou. Rituál agničajana při kterém je opakován příběh o Purušovi, pro toho je však použito jméno Prádžapati. Taktéž je ztotožňován s Brahmou.